# Volnay (Sarthe)
Volnay é uma comuna francesa na região administrativa do País do Loire, no departamento de Sarthe. Estende-se por uma área de 19.84 km². Em 2010 a comuna tinha 950 habitantes (densidade: 47,9 hab./km²).